# Deplanchea
Deplanchea, biljni rod iz porodice katalpovki smješten u tribus Tecomeae Sastoji se od 6 vrsta rasprostranjenih od zapadne Malezije do Nove Kaledonije i Queenslanda. Tipična vrsta je D. speciosa, endemsko drvo sa Nove Kaledonije

## Opis
Tropsko manje drveće ili grmlje  sa Malajskog poluotoka, Sumatre, Bornea, Celebesa, Nove Gvineje, sjeveroistočne Australije i Nove Kaledonije. Deplanchea je vizualno upečatljiv rod cvjetnica, pretežno velikih cvjetova jarkih boja koji ih čine vrlo uočljivima u njihovim prirodnim tropskim staništima. Posjedujući robusnu strukturu, deplanchea često raste kao drveće ili grmlje s bujnim, sjajnim lišćem koje doprinosi njenoj gustoj krošnji. Ova biljka uspijeva u djelomičnoj sjeni krošnje, pokazujući otpornost i prilagodljivost u okruženjima s bogatim, dobro dreniranim tlom.

## Vrste
1. Deplanchea bancana (Scheff.) Steenis
2. Deplanchea glabra (Steenis) Steenis
3. Deplanchea hirsuta (F.M.Bailey) Steenis
4. Deplanchea sessilifolia (Vieill. ex Pancher) Steenis
5. Deplanchea speciosa Vieill.
6. Deplanchea tetraphylla (R.Br.) F.Muell.

## Sinonimi
- Diplanthera Banks & Sol. ex R.Br.; Prodr. Fl. Nov. Holland. 449 (1810)
- Bulweria F.Muell.; Fragm. 4: 147 (1864)
- Montravelia Montrouz. ex Beauvis.; Gen. Montrouz.: 89 (1901)